# Mosquée Mosjidkur
La mosquée Mosjidkur (bengali : মসজিদকুঁড় মসজিদ) est un site archéologique et une ancienne mosquée située dans l'upazila de Koyra et le district de Khulna, au Bangladesh. Elle se trouve non loin du site des Sundarbans, inscrit au Patrimoine mondial de l'UNESCO. Le fleuve Kapotaksha (en) passe près de la mosquée.

## Historique
Le site de la mosquée est découvert après la partition des Indes de 1947. Auparavant, la zone était recouverte par une forêt. La mosquée enterrée est mise au jour lors de fouilles. Aucune inscription n'est retrouvée, et la date de construction de l'édifice est inconnue. La mosquée est nommée « Mosjidkur » à sa découverte. Toutefois, les archéologues pensent qu'elle a été construite sous le règne de Shâh Jahân. La référence archéologique du site est BD-D-27-1.

## Description
Les murs extérieurs de la mosquée sont épais d'environ 2,1 m. L'édifice, construit sur une base carrée, est long de 16,5 m à l'extérieur et 11,9 m à l'intérieur. Trois portes se trouvent à l'avant de la mosquée. L'intérieur de l'édifice comporte quatre piliers en pierre. Les neuf dômes sont répartis en trois rangées.